# Астероид класса V
Спектральный класс V — это класс астероидов, самым крупным и наиболее типичным представителем которого является астероид (4) Веста, отсюда и название.
Подавляющее большинство астероидов этого класса находятся на близких орбитах, которые имеют схожие эксцентриситет и наклон, близкие к параметрам орбиты астероида (4) Веста. Астероиды класса V находятся в области, ограниченной с одной стороны орбитами с большой полуосью 2,18 а. е., а с другой стороны резонансной орбитой 2,5 а. е. Это одна из орбит люков Кирквуда, являющейся запретной для астероидов. В данном случае тела на данной орбите будут находиться в орбитальном резонансе с Юпитером 3:1.
Всё это означает, что все или почти все астероиды этого класса, когда-то являлись фрагментами коры Весты и были выбиты из неё в результате какого-то крупного столкновения Весты с другим астероидом. Огромный кратер в южном полушарии Весты, вероятно, является местом этого столкновения. Предполагается, что в результате этого столкновения из Весты было выбито до 1 % её первоначального объёма.
Астероиды класса V умеренно яркие и довольно близки к более общему S классу, которые также в основном состоят из камня, силикатов и железа (хондритов), но в отличие от класса S в них более высокое содержание пироксена.
В спектре астероидов этого класса имеются сильные линии поглощения на длине волны 0,75 мкм, а на длине волны 0,7 мкм наблюдается покраснение спектра. В видимом спектре длин волн эти астероиды имеют сходство с ахондритными метеоритами, которые, вероятно, были выбиты из внешних слоёв Весты.
Спектр астероидов, которые образовались из внутренних частей Весты на длине волны в 1 мкм имеет сходство со спектром диогенитовых метеоритов, поэтому такие объекты были выделены в отдельный класс J.
Большинство астероидов класса V принадлежат к семейству Весты, но не все. Есть астероиды орбиты которых пересекают орбиту Марса ((9969) Брайль) и даже орбиту Земли ((3908) Нюкта).
Существуют также небольшие группы астероидов поблизости от семейства Весты, но они к нему никакого отношения не имеют, а также астероиды, относящиеся к классу V, но находящиеся довольно далеко от семейства Весты.

## Примеры астероидов класса V
К классу V относятся следующие астероиды:
| - (809) Лундия — из семейства Флоры - (956) Элиза - (1459) Магния — орбита во внешней части главного пояса астероидов, слишком далеко от Весты - (2113) Эрдни - (2566) Киргизия - (2579) Спартак - (2640) Хольстрем | - (2653) Принципия - (2704) Джулиан Лёве - (2763) Джинс - (2795) Лепаж - (2851) Харбин - (2912) Лапальма - (3849) Инциденция - (3850) Пельтье — орбиты в области семейства Флоры | - (4188) Китеж - (4278) Гарвей - (4434) Никулин - (4796) Льюис - (4977) Раутгундис - (5379) Абэхироси |